# Archanara grisea
Archanara grisea là một loài bướm đêm trong họ Noctuidae.